# Marie-Anne Libert
Marie-Anne Libert (ur. 7 kwietnia 1782 w Malmedy, zm. 14 stycznia 1865 tamże) – belgijska botaniczka i mykolożka. Była jedną z pierwszych kobiet zajmujących się fitopatologią.

## Życiorys
Urodziła się jako dwunaste z trzynastu dzieci Henri-Josepha Liberta i jego żony Marie-Jeanne-Bernadine Libert (z domu Dubois). Rodzice, wykształceni członkowie klasy średniej rozpoznali jej potencjał intelektualny. W wieku jedenastu lat wysłali ją na naukę w Prüm w Niemczech, aby nauczyła się niemieckiego i gry na skrzypcach, które szybko opanowała. Jej ojciec zauważył jej rosnące zainteresowanie naukami ścisłymi i nauczył jej algebry i geometrii, aby mogła pomóc mu w prowadzeniu firmy.
Marie-Anne Libert wykazywała zainteresowania naukowe. Zbierała okazy roślin i w biurze ojca oznaczała je. Ponieważ wówczas biologiczne prace naukowe pisano po łacinie, nauczyła się tego języka. Ta Intensywna działalność naukowa nie stanowiła jednak przeszkody w prowadzeniu biznesu. Wraz ze swoimi braćmi była w stanie znacznie rozszerzyć działalność firmy, którą odziedziczyli po rodzicach.

## Praca naukowa
Zajmowała się głównie roślinami zarodnikowymi. Jej publikacje naukowe przyniosły jej międzynarodową reputację. Korespondowała z naukowcami z Belgii i innych krajów. Współpracowała także przez pewien czas z dr Lejeune z Verviers, który przygotowywał katalog roślin z Departamentu Ourthe. Dr Lejeune przedstawił M. A. Libert szwajcarskiemu botanikowi Augustinowi Pyramusowi de Candolle. Za jego namową M. A. Libert opracowała florę roślin zarodnikowych Ardenów i zajęła się fitopatologią.
Jako pierwsza zidentyfikowała organizm odpowiedzialny za chorobę ziemniaka. Nazwała go Botrytis vastatrix (obecnie jest to Peronospora farinosa). Swoje odkrycie opublikowała w sierpniu 1845 r. Opisała również kilka patogennych grzybów z grupy workowców, w tym Alternaria cheiranthi i Fusarium coeruleum odpowiedzialny za chorobę o nazwie sucha plamistość liści ziemniaka. W sumie opisała ponad 200 nowych taksonów. Przy ich nazwach naukowych dodawany jest skrót jej nazwiska Lib. (tzw. cytat).
Interesowała się również archeologią. W ostatnich latach życia, kiedy wiek nie pozwalał jej już na terenowe wyprawy za roślinami i grzybami, poświęciła sporo czasu na opracowanie historii Księstwa Stavelot-Malmedy. W opracowaniu tym zachowała taki sam rygor naukowy jak w pracach botanicznych i mykologicznych.
Zebrała duży zielnik roślin oraz kolekcję pereł uzyskanych z dużych małży perłowych występujących w obfitości w rzece Amblève i jej dopływach. Zebrała również dużą kolekcję monet.

## Uznanie
W 1820 roku została członkiem stowarzyszonym Société Linnéenne de Paris (Linnean Society of Paris), a cesarz Friedrich-Wilhelm III przyznał jej złoty medal zasługi. Była pierwszą kobietą zaproszoną do Société Royale de Botanique de Belgique w 1862 r. Od jej nazwiska nazwano niektóre taksony roślin i grzybów, m.in. rodzaj roślin Libertia i rodzaj grzybów Libertiella.
W 1965 r. na jej cześć nazwano organizację „Cercle Royal Marie-Anne Libert”. W stulecie jej śmierci w parku Tanneries (Parc Marie-Anne Libert) w Malmedy wzniesiono stelę ozdobioną medalionem z wizerunkiem Marie-Anne Libert. Na jej cześć nazwano w Malmedy ulicę Rue Marie-Anne Libert.

## Publikacje
- Libert M-A (1813), Cryptogamie, In Flore des environs de Spa … vol. 2 (ALS Lejeune). Chez Duvivier, Liège, Belgium: 272–285
- Libert M-A (1820), Sur un genre nouveau de’Hépatiques, Lejeunia, Annales Générales des Sciences Physiques 6: 372–374
- Libert M-A (1827), Mémoires sur des cryptogames observées aux environs de Malmedy, Secrétariat de la Société Linnéenne, Paris, France [preprint of Libert (1827b) and (1827c) combined, TL-2 4496]
- Libert M-A (1827), Illustration du genre Inoconia, dans la famille des Algues, Mémoires de la Société Linnéenne de Paris 5: 402–403. [Some details from Libert’s description of Inoconia are reproduced by Du Mortier (1865)]
- Libert M-A (1827), Observations sur le genre Asteroma, et description de deux espèces appartenant à ce genre, Mémoires de la Société Linnéenne de Paris 5: 404–406
- Libert M-A (1829), Description d’un nouveau genre de champignons nommé Desmazierella, Annales des Sciences Naturelles 17: 82–83
- Libert M-A (1829–1830), Mémoire concernant les plantes cryptogames qui peuvent être réunies sous le nom d’Ascoxylacei, Mémoires de la Société Royale des Sciences, de l’Agriculture et des Arts de Lille: 174–176
- Libert M-A (1830–1837), Plantae cryptogamicae quas in Arduenna collegit M.A. Libert…, 4 vols. Typis Jacobi Desoer, Leodii [Liège, Luik], Belgium [TL-2 4497]
- Libert M-A (1836), Précis des observations sur la famille des Hypoxylons, Annales des Sciences Naturelles 7: 121–125